# 齐赫文

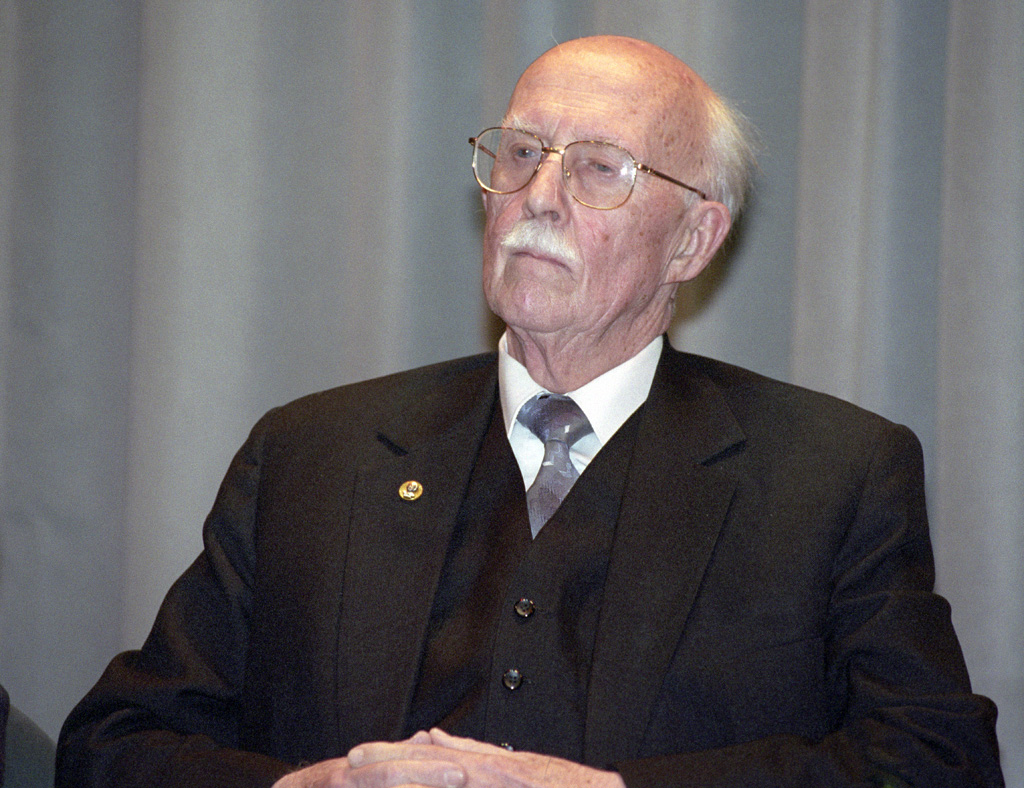
齐赫文

谢尔盖·列奥尼多维奇·齐赫文斯基（俄语：Сергей Леонидович Тихвинский，1918年9月1日—2018年2月24日）中文名齐赫文，生于俄罗斯彼得格勒（今圣彼得堡），俄罗斯科学院院士、汉学家。

## 生平
齐赫文斯基生于圣彼得堡一个医生家庭。1938年，还是列宁格勒大学语言系五年级大学生的齐赫文斯基进入苏联外交部门工作。当时苏联尚无培养职业外交官的高校，外交岗位干部大多是具备高学历的苏共党员，且并不全是人文学科人才，例如苏联驻加拿大大使是学工程毕业，驻中国大使潘友新年轻时曾负责边境哨岗，副外长葛罗米柯曾是经济师。1937年，斯大林大清洗重创外交部门干部。此后才开始将高年级大学生引入外交岗位。其中就包括齐赫文斯基。在外交人民委员会，齐赫文斯基任中文翻译，借助词典翻译外交照会。
半年后，他被叫到外交人民委员莫洛托夫处，那里正需要一名中文翻译。他被镶有防弹玻璃的吉尔牌轿车送到克里姆林宫，进入办公室，有位中国人孙福参与会谈。孙福请斯大林再次提供借款，以购买飞机、大炮等苏联武器抵抗侵华日军，齐赫文斯基翻译了此次对话。后来，齐赫文斯基在苏联驻乌鲁木齐领事馆实习，任内他见证了苏联武器运进中国。
1943年12月，他担任苏联驻重庆大使馆二等秘书。1944年出任苏联驻北平总领事。1945年，郭沫若到莫斯科参加俄罗斯科学院220周年庆典活动，与齐赫文斯基结识。郭沫若在其1946年出版的《苏联纪行》一书写到这位年轻的苏联外交官对中国历史和文化的了解。
1949年10月1日，中华人民共和国开国大典举行，苏联驻北京总领事齐赫文斯基应邀观礼，根据莫斯科方面的指示，他低调站在木制看台下排。当晚举行政府宴会，宴会活动开始前半小时，给他送来了刚刚被任命为中央人民政府政务院总理的周恩来的信函，信中称希望苏联承认中华人民共和国。齐赫文斯基迅速将其译成俄文，以“紧急”字样密电莫斯科。次日早晨收到回复电报称，苏联承认中华人民共和国成立的历史事实，并且准备与其建立外交关系。苏联由此成为首个承认中华人民共和国的国家。1949年，齐赫文斯基被任命为苏联驻中华人民共和国大使馆临时代办，后任参赞。1949年10月16日，毛泽东接受苏联大使罗申递交国书，参赞齐赫文斯基参加，这是中华人民共和国首次接受国书。齐赫文斯基见证过斯大林与毛泽东的会谈，并多次参加中华人民共和国国庆纪念活动。
1950年代到1960年代，他曾在中国、英国、日本工作，参加过联合国大会，后在联合国教科文组织代表苏联。1980年到1986年，任外交学院院长，同时负责苏联科学院历史研究所的工作。
齐赫文斯基是历史学博士、教授。1981年当选苏联科学院（现俄罗斯科学院）院士。他曾师承俄罗斯汉学研究彼得堡流派的奠基人В.М.阿列克谢耶夫，并形成了独具特色的中国学研究流派。他撰写了10多部专著、500多篇论文。由他主编的《中国的改革与革命》系列丛书在2000年获俄罗斯联邦国家奖，俄罗斯联邦总统普京亲自为他颁奖。自1990年代起，齐赫文斯基将全部精力投入学术工作，2017年秋季完成了十卷本《中国历史：从古代至21世纪初》的出版，同年11月10日在莫斯科举行了第十卷的首发式。2009年10月获中国国家主席胡锦涛授予“中俄关系杰出贡献”奖章，2013年被授予“世界中国学贡献奖”。
2018年2月24日，齐赫文斯基在莫斯科病逝，享年99岁。2月28日，俄罗斯科学院院士、俄中友协名誉主席齐赫文斯基遗体告别仪式在俄罗斯科学院举行，俄罗斯联邦外交部副部长莫尔古洛夫、俄罗斯科学院副院长马卡罗夫、俄罗斯联邦外交部一亚局局长库利克、俄罗斯科学院远东所所长卢佳宁、俄中友协第一副主席库利科娃、中国驻俄罗斯大使李辉以及俄罗斯科学院、莫斯科国际关系学院等学术界代表及中国驻俄罗斯大使馆部分外交官共两百余人出席。